# Numancia de la Sagra
Numancia de la Sagra è un comune spagnolo di 4 763 abitanti situato nella comunità autonoma di Castiglia-La Mancia.